# Igbarás
Igbarás, es el nombre oficial de un municipio (tagalo: bayan; cebuano: lungsod; ilongo: banwa; ilocano: ili; a veces munisipyo en tagalo, cebuano e ilongo y munisipio en ilocano)  de tercera categoría perteneciente a la provincia  de Iloilo  en Bisayas occidentales (Región VI).

## Barrios
Administrativamente el municipio de Igbarás se divide 46 barangayes o barrios, conforme a la siguiente relación: Alameda era antes conocida como Bukaw.
| - Alameda - Amorogtong - Anilawan - Bagacay - Bagacayan - Bagay - Balibagan | - Barasan - Binanua-an - Boclod - Buenavista - Buga - Bugnay - Calampitao | - Cale - Corucuan - Catiringan - Igcabugao - Igpigus - Igtalongon | - Indaluyon - Jovellar - Kinagdan - Lab-on - Lacay Dol-Dol - Lumangan - Lutungan | - Mantangon - Mulangan - Pasong - Passi - Pinaopawan - Población con 6 barrios | - Riro-an - San Ambrosio - Santa Barbara - Signe - Tabiac - Talayatay - Taytay - Tigbanaba |

## Historia
En 1849 el Gobernador General Narciso Claveria concede apellidos españoles a los filipinos, correspondiendo a los habitantes de Igbaras aquellos apellidos que comenzaron principalmente con la letra E.
En 1902, durante la ocupación estadounidense de Filipinas Igbaras se fusionó con Guimbal, consiguiendo su emancipación el 1 de enero de 1919, siendo Flor Evidente su primer alcalde municipal. Marines estadounidenses torturaron a los líderes locales e incendiaron la población en el transcurso de la  Guerra Filipino-Americana.

## Vida local
Los miércoles se celebra mercado. San Juan  Bautista es su patrón y las fiestas locales son los días 22 de mayo (Religioso) y 24 de junio (Municipal).

## Personalidades
El primer congresista elegido (1925-1928) fue  Eugenio Ealdama, y el delegado a la Convención Constitucional de 1935,  Mariano Ezpeleta, quien más tarde fue Cónsul General y embajador en varios países.